# 吉约姆·卡内
吉翁·卡列（法語：Guillaume Canet，法語發音：[ɡijom kanɛ]；1973年4月10日—）是出生于布洛涅-比扬古的法国演员和导演。
2001年9月1日他与德国演员黛安·克鲁格结婚，2006年初离婚；前任伴侣為瑪莉安·歌迪雅，兩人育有一子一女，于2025年6月27日宣布分手。

## 作品

### 出场的电影
以下仅为部分：
- 2000年——情欲写真（La Fidélité）
- 2000年——海滩
- 2001年——爱你爱到咬死你（Les Morsures de l'aube）
- 2001年——夺面解码（Vidocq）
- 2002年——我的偶像（Mon idole）
- 2003年——敢愛就來（Jeux d'enfants）
- 2004年——不定时休眠者（Narco）
- 2005年——圣诞快乐（Joyeux Noël）
- 2005年——地狱解剖（L'Enfer）
- 2006年——
- 2011年——愛‧謎‧藏

### 导演
- 2002年——我的偶像
- 2005年——谁都不告诉（Ne le dis à personne）

### 剧本
- 2002年——我的偶像